# Ephraim Elan
Ephraim Elan (hebräisch אפרים אלן; geboren als Fischl Pickholz 23. Oktober 1901 in Niżniów, Galizien; gestorben 20. November 1982 in Israel) war ein österreichisch-israelischer Bauingenieur und Zionist.

## Leben
Fischel Pickholz war ein Sohn des Bernard Pickholz und der Deborah Zahler. Sein Vater starb 1927, seine Mutter wurde 1942 im KZ Auschwitz ermordet. Pickholz studierte Bauingenieurwesen an der TH Wien und machte 1927 das Diplom. Danach studierte er Philosophie an der Universität Wien und wurde 1932 promoviert. Er arbeitete als Bauingenieur und engagierte sich daneben in zionistischen Organisationen. Ab 1930 war er Redaktionsmitglied der jüdischen Zeitung Die Stimme. Ab 1932 war er Geschäftsführer der Wiener Zweigstelle  der Jewish Agency. Er war Mitglied im Zentralkomitee des österreichischen Keren Kayemeth LeIsrael. 
Nach dem Anschluss Österreichs floh Pickholz 1939 nach Palästina und nannte sich fortan Elan (Ilan). Er arbeitete zunächst als technischer Berater. Von 1942 bis 1945 war er Dozent für Hydraulik und Mechanik an einer technischen Schule in Abadan im Iran, danach arbeitete er als Direktor der Bauwerkstätten in Haifa. Im Israelischen Unabhängigkeitskrieg 1948 war er Fernmeldeoffizier. Elan heiratete in zweiter Ehe die Textilfabrikantin Jaffa Grünfeld (1914–1995), sie hatten ein Kind.
Elan war in verschiedenen Bereichen beruflich und ehrenamtlich tätig. Von 1951 bis 1967 leitete er die ORT-Schule in Ramat Gan und gehörte dem Landesausschuss des Lehrerverbandes an. Von 1962 bis 1976 war er Leiter des Zentralvorstands der Krankenkasse „Kuppat Holim Assaf“ und Aufsichtsratsmitglied der Bank Massad. Er war von 1968 bis 1977 Mitglied des Verbandsgerichts der Gewerkschaft Histadrut und Richter in der Stadt und im Bezirk Tel Aviv. Elan lieferte einen Bauentwurf für das Herzl-Mausoleum Jerusalem. Er war für eine Zeit Präsident der Theodor-Herzl-Loge des B’nai B’rith. Elan wurde Mitglied der Partei Allgemeine Zionisten und war von 1955 bis 1962 Herausgeber der Parteizeitung Devarim und der Monatszeitschrift des Arbeiterverbandes der Allgemeinen Zionisten.
In der Österreichisch-Israelischen Gesellschaft hatte er von 1956 bis 1967 den Titel eines Ehrensekretärs.

## Schriften
- Fischel Pickholz: Die Verkehrswege Polens mit besonderer Berücksichtigung der Wasserstraßen. Universität Wien, Dissertation, 1931